# ایستگاه ایکس (مجموعه تلویزیونی کانادایی)
توقفگاه ایکس به انگلیسی: Station x یک سریال انیمیشنی کانادایی برای بزرگسالان است که در سال ۲۰۰۵ از هر دو کانال انگلیسی و فرانسوی تله تون پخش شد. این نمایش بر حول شش  جوان -متخاصم ، در اواخر نوجوانی تا اوایل بیست سالگی بودند ، همه در یک زیر شیروانی و در مونترال کانادا زندگی میکردند.